# Janeiro de Cima
Janeiro de Cima ist eine Gemeinde (Freguesia) im portugiesischen Kreis Fundão. In ihr leben 306 Einwohner (Stand 30. Juni 2011).

## Geografie
Der Ort liegt etwa 45 km westlich der Kreisstadt Fundão, und etwa 50 km nordwestlich der Distrikthauptstadt Castelo Branco.

## Geschichte
Im 16. oder 17. Jahrhundert vermachte ein Großgrundbesitzer seinen beiden Söhnen jeweils ein Gebiet oberhalb und unterhalb des Flusses Zêzere, woraus das links des Flusses gelegene Janeiro de Cima (dt.: Oberes Janeiro) und das gegenüberliegende Janeiro de Baixo entstanden. In den Gebieten waren bereits Siedlungen, wobei das ältere das heutige Janeiro de Baixo ist, das bereits im Jahr 1320 kirchlich erfasste Bewohner hatte.

## Kultur und Sehenswürdigkeiten
Der Ort gehört zur Route der traditionellen Schiefer-Dörfer der Region, den Aldeias do Xisto.
Unter Denkmalschutz stehen verschiedene Sakralbauten, darunter die im 20. Jahrhundert auf den Resten der alten Kapelle des 16. Jahrhunderts errichtete Capela do Divino Espírito Santo (dt.: Kapelle des göttlichen heiligen Geistes), und die Gemeindekirche Igreja Paroquial de Janeiro de Cima (auch Igreja de Nossa Senhora da Assunção).